# موج آلفوین

A cluster of double layers forming in an Alfvén wave, about a sixth of the distance from the left.
Red = electrons,
Green = ions,
Yellow = electric potential,
Orange = parallel electric field,
Pink = charge density,
Blue = magnetic field

موج آلفوین (انگلیسی: Alfvén wave) در فیزیک پلاسما، که به نام فیزیکدان سوئدی هانس آلفوین نام‌گذاری شده، نوعی موج مگنتوهیدرودینامیکی است که در آن یون‌ها در پاسخ به نیروی بازگرداننده‌ای که توسط کشش مؤثر روی خطوط میدان مغناطیسی ایجاد می‌شود، نوسان می‌کنند.